# Ludwig Kaiser
Marcel Barthel, meglio noto come Ludwig Kaiser (Pinneberg, 8 luglio 1990), è un wrestler tedesco sotto contratto con la WWE.
In carriera ha detenuto due volte l'NXT Tag Team Championship insieme a Fabian Aichner.

## Carriera

### Westside Xtreme Wrestling (2009–2017, 2018)
Debuttò per la Westside Xtreme Wrestling nel gennaio 2009, perdendo contro Dan Marshall. Non combatté più nella wXw fino al giugno 2012, quando insieme a Da Mack, sconfisse Walter e Michael Isotov. Dopo il match, formò un'alleanza con Da Mack chiamata Hot and Spicy. Il 16 novembre 2013, i due sconfissero Walter e Robert Dreissker conquistando il wXw World Tag Team Championship. Dopo sette incontri ad esito positivo per la difesa del titolo, contro Tommy End e Michael Dante, Rocky Romero e Alex Koslov e Kazuki Hashimoto e Ryuichi Kawakami, persero i titoli contro Matt Striker e Trent. Il giorno seguente, nel rematch, rivinsero le cinture, salvo perderle definitivamente contro Lucas Di Leo e Peter Fischer il 18 ottobre 2014.
Nel febbraio 2015, Marcel Barthel prese parte alla Four Nation Cup, vincendola, sconfiggendo Timothy Thatcher in finale. Il mese seguente, si iscrisse anche al 16 Carat Gold Tournament ma, dopo aver sconfitto Zack Sabre Jr. in semifinale, perse l'incontro decisivo contro Tommy End.
Nell'ottobre 2015, ebbe luogo una breve riunione degli Hot and Spicy per partecipare al torneo World Tag Team Tournament, ma Barthel e Da Mack persero in semifinale contro Kyle O'Reilly e Bobby Fish.
Nel marzo 2016, prese nuovamente parte al 16 Carat Gold Tournament, dove arrivò in finale ma dovette cedere il passo a Zack Sabre Jr.. A fine anno conquistò il wXw Unified World Wrestling Championship, sottraendolo a Marty Scurll. Lo mantenne fino a marzo 2017, quando fu sconfitto da Jurn Simmons.
Il 30 aprile dello stesso anno, Barthel annunciò di voler lasciare la Germania per cercare nuove opportunità all'estero, così combatté il suo ultimo match in coppia con Walter, sconfiggendo l'amico di vecchia data Da Mack e Jurn Simmons. Fece tuttavia un'ultima apparizione il 22 dicembre 2017 in occasione del 18º anniversario della fondazione della Westside Xtreme Wrestling.

### WWE (2017–presente)

#### NXT UKeNXT(2017–2022)
All'inizio del 2017 Barthel lasciò improvvisamente la wXw firmando con la WWE, venendo mandato nel territorio di sviluppo di NXT, dove debuttò in un evento dal vivo nel giugno del 2017 dove venne sconfitto da Roderick Strong. Nell'agosto del 2018 Barthel fece il suo debutto televisivo a NXT perdendo contro Keith Lee. A dicembre, Barthel si alleò con Fabian Aichner, formando un tag team che ottenne numerose vittorie sia ad NXT che ad NXT UK. In seguito formò insieme a Walter, Alexander Wolfe e lo stesso Aichner la stable chiamata Imperium, entrando in conflitto contro Pete Dunne, Tyler Bate e Trent Seven unitisi nel British Strong Style. Nella puntata di SmackDown dell'8 novembre l'Imperium fece un'apparizione nel roster principale attaccando gli Heavy Machinery. Nella puntata di Raw dell'11 novembre l'Imperium venne sconfitto da Kevin Owens, Seth Rollins e gli Street Profits. Nella puntata di NXT del 13 maggio 2020 Aichner e Barthel conquistarono l'NXT Tag Team Championship per la prima volta sconfiggendo Matt Riddle e Timothy Thatcher. Nella puntata di NXT del 17 giugno Aichner e Barthel mantennero con successo i titoli contro i Breezango. Nella puntata di NXT del 5 agosto Aichner e Barthel difesero i titoli contro l'Undisputed Era (Bobby Fish e Kyle O'Reilly). Nella puntata di NXT del 26 agosto Aichner e Barthel persero le cinture di coppia contro i Breezango dopo 105 giorni di regno. Nella puntata di NXT del 16 agosto Aichner e Barthel affrontarono nuovamente i Breezango nella rivincita per l'NXT Tag Team Championship ma vennero sconfitti. Nella puntata di NXT del 20 gennaio 2021 Aichner e Barthel vennero sconfitti da Gran Metalik e Lince Dorado negli ottavi di finale del Dusty Rhodes Tag Team Classic. Nella puntata di NXT del 17 agosto Aichner e Barthel affrontarono gli MSK per l'NXT Tag Team Championship ma vennero sconfitti. Nella puntata di NXT 2.0 del 14 settembre l'Imperium sconfisse Brooks Jensen e Josh Briggs. Nella puntata speciale NXT Halloween Havoc del 26 ottobre Aichner e Barthel sconfissero gli MSK in un Lumber Jack-o'-Lantern match conquistando così l'NXT Tag Team Championship per la seconda volta. Il 5 dicembre, a NXT WarGames, l'Imperium difese i titoli di coppia contro Kyle O'Reilly e Von Wagner. Nella puntata speciale NXT New Year's Evil del 4 gennaio Aichner, Bartel e Walter vennero sconfitti dagli MSK e Riddle. Nella puntata speciale NXT Roadblock dell'8 marzo Aichner e Barthel affrontarono gli MSK per difendere i titoli di coppia ma il match terminò in un no-contest a causa dell'intervento dei Creed Brothers. Il 2 aprile, a NXT Stand & Deliver, Aichner e Barthel persero i titoli di coppia a favore degli MSK in un Triple Threat Tag Team match che comprendeva anche i Creed Brothers dopo 158 giorni di regno.

#### Roster principale (2022–presente)
Nella puntata di SmackDown dell'8 aprile fece il suo debutto nello show con il ring name Ludwig Kaiser al fianco di Gunther, assistendo alla vittoria di quest'ultimo sul jobber Joe Alonzo. Il suo debutto sul ring avvenne nella puntata di SmackDown del 27 maggio quando, insieme a Gunther, sconfisse Drew Gulak e Ricochet. Nella puntata di SmackDown del 16 settembre Kaiser e Giovanni Vinci (riunitosi all'Imperium dopo Clash at the Castle) presero parte ad un Fatal 4-Way Tag Team match che comprendeva anche i Brawling Brutes (Butch e Ridge Holland), l'Hit Row (Ashante "Thee" Adonis e Top Dolla) e il New Day (Kofi Kingston e Xavier Woods) per determinare i contendenti n°1 all'Undisputed WWE Tag Team Championship degli Usos ma il match venne vinto da Butch e Holland. L'8 ottobre, ad Extreme Rules, l'Imperium venne sconfitto dai Brawling Brutes in un good old fashioned donnybrook match.
Il 28 aprile 2023, per effetto del Draft, l'Imperium passò al roster di Raw. Il 12 giugno, a Raw, Kaiser e Gunther affrontarono Kevin Owens e Sami Zayn per l'Undisputed WWE Tag Team Championship ma, grazie anche all'intervento di Matt Riddle, vennero sconfitti. Il 27 novembre, a Raw, Kaiser e Vinci presero parte ad un tag team turmoil match per determinare i nuovi sfidanti all'Undisputed WWE Tag Team Championship ma vennero eliminati per ultimi dai Creed Brothers.
Il 27 gennaio 2024, a Royal Rumble, partecipò all'omonimo incontro entrando col numero 12 ma venne eliminato da Kofi Kingston. Il 5 febbraio, a Raw, Kaiser e Vinci parteciparono ad un fatal four-way tag team match insieme ai Creed Brothers, i #DIY e il New Day per determinare i nuovi sfidanti all'Undisputed WWE Tag Team Championship ma a vincere furono i #DIY. Nella puntata di Raw del 22 aprile, dopo aver perso un contro The New Day, Kaiser ha attaccato il Vinci, per poi cacciarlo dalla stable.
Nella puntata di SmackDown del 30 agosto, a Berlino, Kaiser ad accettato l'open challenge di LA Knight, ma il tedesco non è riuscito a vincere l'United States Championship. A Survivor Series: WarGames prese parte a un triple threat match per l'Intercontinental Championship di Bron Breakker, senza però essere riuscito a diventare campione.

## Personaggio

### Mosse finali
- Axel Dieter Sr. Special (Lotus lock)
- Landungsbrücken (Bridging leg hook belly-to-back suplex)
- Running Enzuigiri

## Titoli e riconoscimenti
- European Wrestling Promotion
  - EWP Tag Team Championship (1) – con Da Mack

- Great Bear Promotions
  - Great Bear Grand Championship (1)

- German Stampede Wrestling
  - GSW Tag Team Championship (1) – con Da Mack

- Nordic Championship Wrestling
  - NFC First Fighter Championship (1)
  - International NCW Cruiserweight Championship (1)
  - First Fighter Tournament (2010)

- Pro Wrestling Fighters
  - PWF North-European Championship (1)

- Pro Wrestling Illustrated
  - 240º tra i 500 migliori wrestler singoli secondo PWI 500 (2020)

- Westside Xtreme Wrestling
  - wXw World Tag Team Championship (2) – con Da Mack
  - wXw Unified World Wrestling Championship (1)
  - Mitteldeutschland Cup (2014)
  - Four Nations Cup (2015)

- WWE
  - NXT Tag Team Championship (2) – con Fabian Aichner